# Sara Berner
Sara Berner, nacida como Lillian Ann Herdan (Albany, Nueva York, 12 de enero de 1912-Van Nuys, Los Ángeles, California; 19 de diciembre de 1969) fue una actriz estadounidense. Conocida por su experiencia en dialectos y caracterización, comenzó su carrera en el mundo del espectáculo dentro del vodevil antes de convertirse en actriz de doblaje para radio y cortometrajes animados. Protagonizó su propio programa de radio en NBC, Sara's Private Caper, y fue más conocida como la telefonista Mabel Flapsaddle en The Jack Benny Program.
Fue descrita en 1944 por el columnista Erskine Johnson como la voz más famosa de Hollywood.

## Biografía

### Primeros años
Nacida como Lillian Ann Herdan en 1912 en Albany en el estado de Nueva York, adoptó su nombre artístico cobinando el de su madre (Sarah) y su apellido de soltera (Berner). Era la mayor de cuatro hijos, y su familia se mudó a Tulsa, Oklahoma, cuando aún era una adolescente. Se interesó en actuar después de ver películas mudas y espectáculos de vodevil en un teatro.
Berner actuó en una adaptación de Abie's Irish Rose después de graduarse y estudió drama durante dos años en la Universidad Tulane. Luego, ella y su familia se mudaron a Filadelfia, Pensilvania, donde trabajó en los grandes almacenes de Wanamaker hasta que la despidieron por imitar a un cliente. Berner presentó su propio programa de quince minutos (escrito por Arthur Q. Bryan) a partir de entonces en una estación de radio local, luego regresó a la ciudad de Nueva York con la esperanza de seguir una carrera en el mundo del espectáculo. Mientras tanto, trabajó en una sombrerería de Broadway, y estudió el dialecto observando los acentos de los clientes de Brooklyn. Se escapó durante de un turno al momento de hacer una audición para la hora amateur del mayor Edward Bowes y fue contratada al día siguiente. A partir de 1937 recorrió el país como parte de la unidad de chicas de 16 miembros de Bowes de actos de vodevil durante los siguientes cuatro años y creó un truco de una vendedora despedida que realizaba imitaciones de celebridades como Mae West y Katharine Hepburn.

### Carrera profesional

#### Radio
Después de que terminó la gira de Major Bowes, comenzó a trabajar en cadenas de radio en Hollywood, con papeles recurrentes en Fibber McGee & Molly y The George Burns and Gracie Allen Show. En The Jack Benny Program, prestó su voz en papeles únicos antes de unirse al elenco principal como los personajes recurrentes de la novia de Jack Benny, Gladys Zybisco, y la bromista operadora de telefonía Mabel Flapsaddle, que chismeó sobre Benny con su cohorte Gertrude Gearshift (Bea Benaderet), mientras Benny esperaba impaciente al otro lado de la línea para que conectaran su llamada. Con la intención de ser una aparición única, comenzaron papeles recurrentes en la temporada 1945-1946, ya principios de 1947, Berner y Benaderet se hicieron cargo momentáneamente de las centrales telefónicas reales de la NBC en Hollywood para fotografías publicitarias. Otro trabajo de radio incluyó a la camarera Dreamboat Mulvany en Arthur's Place; Sra. Horowitz sobre la Life with Luigi; Helen Wilson sobre Amos 'n' Andy; y un ama de llaves italiana en The Jimmy Durante Show. Fue elegida junto a Rudy Vallee en su programa The Fleischmann's Yeast Hour; sin embargo, demandó a Vallée en 1945 por $ 19,500 en daños por reclamos de que él no cumplió con un acuerdo verbal de que la contrataría para 39 apariciones en su programa a $ 500 semanales. 
Como resultado de sus éxitos en la radio recibió su propia serie en NBC de nombre Sara's Private Caper en la que interpretó a una taquígrafa del departamento de policía que trabajaba como una detective aficionada para resolver crímenes. Anunciado como una sátira sobre historias de detectives privados que afirmaba presentar la voz real de Berner, el programa se estrenó el 15 de junio de 1950, pero fue cancelado después de solo once semanas, con su emisión final el 24 de agosto. Había sido obstaculizado por múltiples cambios de título antes de su debut,  así como por la confusión sobre si comercializar el programa como misterio, comedia o drama. Berner volvió a los papeles secundarios, pero fue retirada temporalmente del Programa Jack Benny por un período de dieciocho meses entre 1954 y 1955 debido a una disputa no revelada con Benny, por lo que fue sustituida por Shirley Mitchell como para hacer el papel de Mabel Flapsaddle en ese período.

#### Animación
Participó activamente en la caracterización vocal de dibujos animados, trabajando con varios estudios desde finales de la década de 1930 hasta la de 1940. Inicialmente fue utilizada para sus imitaciones de actrices de cine de Hollywood como Katharine Hepburn, Greta Garbo, Bette Davis, Joan Crawford y Martha Raye. Esto la llevó a ser elegida en cortos de conjuntos de celebridades como Mother Goose Goes Hollywood de Disney (1938) y Buscador de autógrafos (1939), además de los cortos de Walter Lantz Producciones Hollywood Bowl (1938) y Hollywood Steps Out (1941).
Su imitación de Katharine Hepburn la llevó a ser contratada por Walter Lantz como la voz debut de Andy Panda que interpretó solo dos veces en Life Begins for Andy Panda (1939) y Knock Knock (1940). Berner se centró en dar voz a los animales a partir de entonces, con su trabajo para Warner Bros. Animation (donde reemplazó a Bernice Hansen) que van desde Mama Buzzard en Bugs y los buitres (1942) y The Bashful Buzzard (1945); a A. Flea en el corto An Itch in Time (1943); y como parte de un conjunto de voces en Book Revue (1946). Para el estudio de dibujos animadosMGM Cartoon Studio interpretó a personajes secundarios en los cortos de Tom y Jerry Baby Puss (1943) y The Zoot Cat (1944) y The Mouse Comes to Dinner (1945). En la película de acción real de MGM Levando anclas (1945) prestó su voz al silencioso Jerry Mouse para la secuencia de baile animada con la estrella Gene Kelly.
En agosto de 1953, Berner proporcionó la voz debut de otro personaje de Walter Lantz Productions, el pingüino antropomórfico Chilly Willy. Aunque recibió crédito en pantalla por su trabajo, sus deberes consistían solo en cantar el tema de apertura de la caricatura, ya que el personaje mismo permaneció mudo hasta que Daws Butler desarrolló su voz hablada en la década de 1960.

#### Cine y televisión
Berner tuvo papeles secundarios en películas de 1942 a 1957, incluida la voz de un camello llamado Mabel en Road to Morocco (1942).  Durante la producción, el director de casting de la película la presentó al ejecutivo de Paramount Pictures, Buddy G. DeSylva como Mrs. Camel en lugar de su nombre real. DeSylva, que tuvo que aprobar su voz para el personaje, se dirigió a Berner por el título a partir de entonces, que desdeñó. En La ventana indiscreta (1954) de Alfred Hitchcock, ella y Frank Cady retratan una pareja casada que vive en un Greenwich Village compartido por el personaje principal temporalmente inmóvil de la película (interpretado por James Stewart).
Además de interpretar a Mabel Flapsaddle en tres episodios de The Jack Benny Program,  apareció en televisión principalmente en programas de variedades y series de antología durante la década de 1950 y fue la invitada de honor en un episodio del 10 de diciembre de 1952 en la serie de telerrealidad de Ralph Edwards, This Is Your Life. Sin embargo trabajó poco en la década de 1960, además de actuar en los premios Grammy de 1961 en un papel de alivio cómico junto a Mort Sahl y al aparecer como invitada en el programa de entrevistas diurno de Gypsy Rose Lee en noviembre de 1966. Su último papel actoral fue en un episodio de CBS Playhouse que se emitió el 29 de enero de 1967.

## Vida personal y muerte
En noviembre de 1950, Berner fue fotografiada fuera de una unidad móvil de rayos X como parte de una campaña de concientización de la Fundación de Encuestas de Rayos X del Condado de Los Ángeles que alentaba las pruebas de detección para ayudar a combatir la propagación de la tuberculosis. Se adhirió al judaísmo y fue una demócrata que apoyó la campaña de Adlai Stevenson durante las Elecciones presidenciales de Estados Unidos de 1952. 
Se casó con su agente teatral, Milton Rosner, en Las Vegas, Nevada, el 11 de agosto de 1951 y tuvieron una hija, Eugenie, a quien adoptaron dos años después cuándo ésta tenía ocho meses. Rosner siguió siendo la agente de Berner a pesar de su separación en 1954, pero ella solicitó el divorcio en mayo de 1958, citando una crueldad verbal extrema. Aunque le concedieron la custodia de su hija, fue arrestada en diciembre de 1959 por un delito menor de poner en peligro a un menor.
Finalmente falleció el 19 de diciembre de 1969 a los 57 años y fue enterrada en el Cementerio Mount Sinai Memorial Park en Los Ángeles, pero su muerte no se hizo pública hasta que su familia colocó un monumento en el Van Nuys News en noviembre de 1970. Ella se estaba recuperando de una cirugía mayor en un hogar de convalecientes de Culver City dos meses antes de su deceso. La propiedad personal de Berner se vendió en una subasta en Van Nuys en noviembre de 1971.

## Estilo de actuación y recepción
La gama de dialectos de Berner incluía francés, español, italiano, suramericano e inglés de Nueva York, que aprendió al interactuar con personas que hablaban con tales acentos. Su trabajo de voz en la radio ganó una atención no deseada después de que un columnista lo describiera como de mal gusto. Esto a su vez llevó a los productores de radio a ordenarle que no usara acentos extranjeros para hacer reír, un fallo que Berner anuló.
Eddie Cantor, con quien Berner trabajó por primera vez a principios de la década de 1930 en The Chase and Sanborn Hour, la consideraba entonces como la mayor imitadora y dialéctica de todos los tiempos. Mientras que la periodista Kay Gardella comentó en 1953 que entrevistar a Berner fue una hazaña hercúlea y como intentar entrevistar a un trapecista mientras actúa debido a que Berner cambió a varios dialectos. 
Ella fue una artista muy solicitada para los militares estadounidenses durante la Segunda Guerra Mundial, con más de 300 presentaciones en bases del ejército estadounidense, además de 84 apariciones en la Hollywood Canteen y una en Saratoga en 1944.

## Filmografía seleccionada

### Cortos

#### Warner Bros
- Confederate Honey (1940) (voz)
- The Hardship of Miles Standish (1940) (voz)
- The Henpecked Duck (1941) (voz)
- The Daffy Duckaroo (1942) (voz)
- The Hep Cat (1942) (voz)
- Bugs Bunny Gets the Boid (1942) (voz)
- An Itch in Time (1943) (voz)
- Goldilocks and the Jivin' Bears (1944) (voces)
- The Bashful Buzzard (1945) (voz)
- Book Revue (1946) (voces)
- Baby Bottleneck (1946) (voz)
- Bacall to Arms (1946) (voz)
- Hare Splitter (1948) (voz)

#### MGM
- Baby Puss (1943) (voces)
- Red Hot Riding Hood (1943) (voz)
- The Zoot Cat (1944) (voz)
- Swing Shift Cinderella (1945) (voz)
- The Mouse Comes to Dinner (1945) (voz)
- King-Size Canary (1947) (voz)

#### Producciones Walter Lantz
- Life Begins for Andy Panda (1939) (voz)
- Knock Knock (1940) (voz)
- Chilly Willy (1953) (voz, solo tema de apertura)

#### Producciones Walt Disney
- Mother Goose Goes Hollywood (1938) (voces)
- Buscador de autógrafos (1939) (voces)

### Radio
- Fibber McGee y Molly (1939)
- The George Burns and Gracie Allen Show (1940-1949)
- The Jack Benny Program (1940-1955)
- Command Performance (1942-1948)
- Lux Radio Theatre (1942-1948)
- The Red Skelton Program (1944-1949)
- Cavalcade of America (1944)
- The Fleischmann's Yeast Hour (1945-1946)
- The Baby Snooks Show (1946)
- El espectáculo de la cinta azul de Eddie Cantor Pabst (1947-1948)
- La travesura privada de Sara (1950)
- Life with Luigi (1950-1952)
- Amos 'n' Andy (1950-1955)
- The Durante-Moore Show

### Películas
| Año  | Título                  | Personaje                              | Observaciones      |
| ---- | ----------------------- | -------------------------------------- | ------------------ |
| 1942 | Road to Morocco         | Mabel el camello                       | Voz, sin acreditar |
| 1943 | Lucky Jordan            | Helena                                 | Sin acreditar      |
| 1945 | Levando anclas          | Jerry Mouse                            | Voz, sin acreditar |
| 1945 | The Sailor Takes a Wife | Chica del ascensor                     | Sin acreditar      |
| 1947 | Wife Wanted             | Inés                                   |                    |
| 1947 | Pecado mortal           | Dorothy la sirvienta                   |                    |
| 1948 | The Gay Intruders       | Ethel                                  |                    |
| 1949 | City Across the River   | Selma                                  |                    |
| 1949 | The Story of Molly X    | Amy                                    |                    |
| 1952 | Carrie                  | Sra. Oransky                           |                    |
| 1954 | La ventana indiscreta   | Esposa que vive encima de los Thorwald |                    |
| 1955 | The Naked Street        | Millie Swadke                          |                    |
| 1957 | Spring Reunion          | Paula Kratz                            |                    |

### Televisión
| Año             | Título                 | Papel                             | Notas                                      |
| --------------- | ---------------------- | --------------------------------- | ------------------------------------------ |
| 1949            | Oboler Comedy Theater  | Desconocido                       | Episodio: "Avestruz en la cama"            |
| 1952-1953, 1955 | The Jack Benny Program | Mabel Flapsaddle Slim-Finger Sara | 3 episodios 1 episodio                     |
| 1952            | This Is Your Life      | Sí misma                          | 1 episodio;invitado de honor               |
| 1953            | Four Star Revue        | Actriz de comedia invitada        |                                            |
| 1955            | The Red Skelton Show   | Mujer                             | Episodio: "El policía y el himno"          |
| 1959            | Hora de las estrellas  | Mujer Shopper                     | Episodio: "El milagro de la calle 34"      |
| 1959            | Border Patrol          | Dueña                             | Episodio: "De una manera mortal"           |
| 1959            | Playhouse 90           | Recepcionista                     | Episodio: "Un matrimonio de extraños"      |
| 1967            | CBS Playhouse          | Mujer barajadora                  | Episodio: "La guerra final de Olly Winter" |